# Bilame
Un bilame est un dispositif mécanique, détecteur de température, généralement utilisé pour afficher la température ou pour déclencher et arrêter un processus utilisant de l’électricité.

## Description
Le bilame est constitué de deux lames de métaux ou d'alliages différents, souples, soudés ou collés l'un contre l'autre, dans le sens de la longueur. Ces deux plaques de métal soudées par laminage à froid, sont très souvent de l'invar et du nickel ayant un coefficient de dilatation différent. Leur dilatation étant différente, l'objet se déforme avec les variations de température. Le bilame a été inventé par l'horloger anglais John Harrison dans le cadre de sa conception d'un chronomètre de marine capable de garder en mer malgré les variations de température afin de permettre la mesure de la longitude. En 1934, un brevet est déposé pour un bilame composé d'une lame en alliage de cuivre et d'une lame en alliage de nickel.

## Usages
- Dans les disjoncteurs thermiques, un bilame déclenche mécaniquement un contact, qui ouvre le circuit électrique protégé, quand un courant excessif traverse ce bilame et crée, par effet Joule, un échauffement du bilame et sa déformation.
- Les bilames étaient autrefois utilisés comme thermomètres. Ils sont constitués d'un bilame dont la déformation est transmise à une aiguille sur un cadran de lecture par un mécanisme de type micromètre. Ne pas confondre avec le thermomètre à spirale, où la dilatation thermique d'une spirale constituée d'un seul matériau entraîne l'aiguille indicatrice.
- Dans les systèmes à ampoules clignotantes (guirlande électriques, clignotants de voiture…) : Le bilame est utilisé comme un interrupteur. Le courant traverse le bilame résistant, qui chauffe par effet Joule, la chaleur déforme le bilame qui se recourbe, le circuit s'ouvre. Lorsque le bilame s'est suffisamment refroidi, il revient dans sa position initiale et le circuit se referme. Le cycle recommence.
- Il sert de thermostat dans les radiateurs électriques[4], les anciens réfrigérateurs[5] et les fers à repasser[6].
- Les réfrigérateurs, les machines à laver le linge sont protégées par un interrupteur de type Klixon, comportant un boîtier et un bilame fonctionnant en tout ou rien.
- Dans les chaudières ou chauffe-eau à gaz, le bilame sert de système de sécurité. Si la veilleuse est allumée, le bilame détecte la chaleur par déformation, et laisse l'arrivée de gaz ouverte ; au contraire, si la veilleuse s'éteint, le bilame coupe l'arrivée principale de gaz. Sur les appareils récents, on utilise une cellule électrique de détection de la flamme de la veilleuse.